# Alcázar (Sevilla)

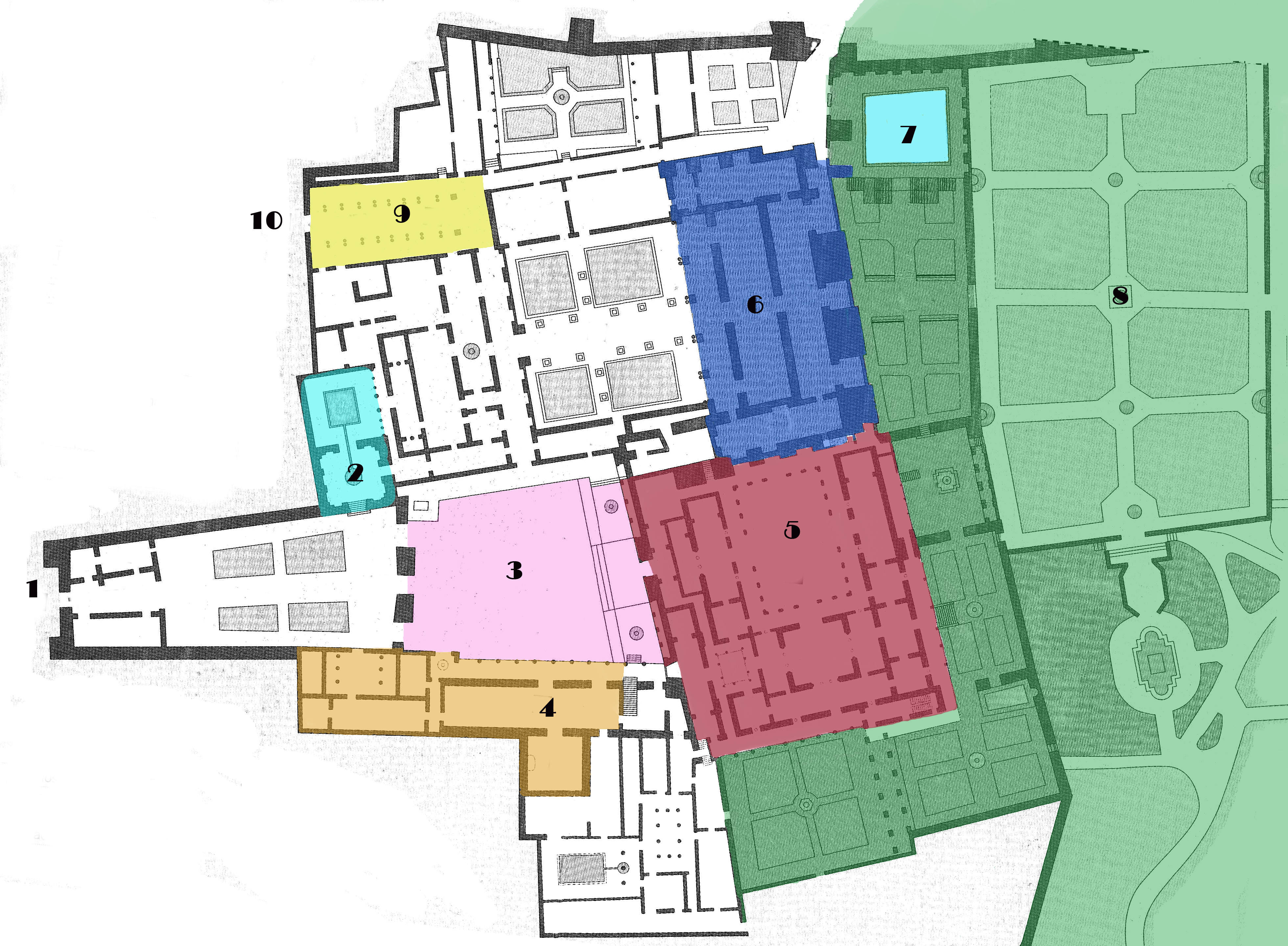
Plan des Alcázar von Sevilla. (1 Puerta del León, 2 Sala de la Justicia y patio del Yeso, 3 Patio de la Montería, 4 Cuarto del Almirante y Casa de Contratación, 5 Palacio mudéjar o de Pedro I, 6 Palacio gótico, 7 Estanque de Mercurio, 8 Gärten, 9 Apeadero, 10 Patio de Banderas)

Der Alcázar von Sevilla (spanisch Reales Alcázares de Sevilla, deutsch „Königlicher Alcázar von Sevilla“) ist der mittelalterliche Königspalast von Sevilla. Die Anlage hat eine lange, bis in maurische Zeit zurückreichende Baugeschichte und wird bis heute von der spanischen Königsfamilie als offizielle Residenz genutzt, wenn sich diese in Sevilla aufhält.

## Schloss
Der Alcázar wurde ursprünglich als maurisches Fort angelegt und später mehrfach erweitert. Die Almohaden waren die ersten, die an dieser Stelle einen Palast, den Al-Muwarrak, errichteten. Der Großteil der modernen Anlagen wurde ab 1364 für Peter I. auf den maurischen Ruinen  gebaut. Der Palast ist eines der am besten erhaltenen Beispiele für die Mudéjar-Architektur, die unter christlicher Herrschaft entstandenen Bauten mit islamischem Einfluss. Spätere Monarchen erweiterten den Alcázar, wodurch noch weitere Baustile Eingang in den Komplex fanden. So entstanden z. B. unter den Katholischen Königen, Karl V. und Philipp II. Bauten mit gotischen Elementen, die in starkem Kontrast zu der dominierenden Mudéjar-Architektur stehen.
Zu den Kunstgütern zählt das Gemälde Die Jungfrau der Seefahrer eines Flügelaltars für die Kapelle in der Casa de Contratación.

## Gärten
Die Gartenanlagen des Alcázar gehen zurück auf Gestaltungen zur Zeit Karl V. Sie nahmen ursprünglich eine größere Fläche ein als heute. Mehrere Entwicklungsphasen können abgegrenzt werden. Die kleinteilige Gliederung ergibt sich durch Mauern, die Schutz gegen heiße Winde gewähren. Zahlreiche Bauwerke und Statuen schmücken die Gärten, darunter der auf ein maurisches Bauwerk zurückgehende Pavillon Karl V. Der heutige Irrgarten stammt aus den Anfängen des 20. Jahrhunderts. Große Teile von Gärten und Palast sind zugänglich, lediglich der parkseitige Flügel des Palacio de Pedro I und der angrenzende Garten sind als Privatwohnung der Königsfamilie abgesperrt.

## Galerie

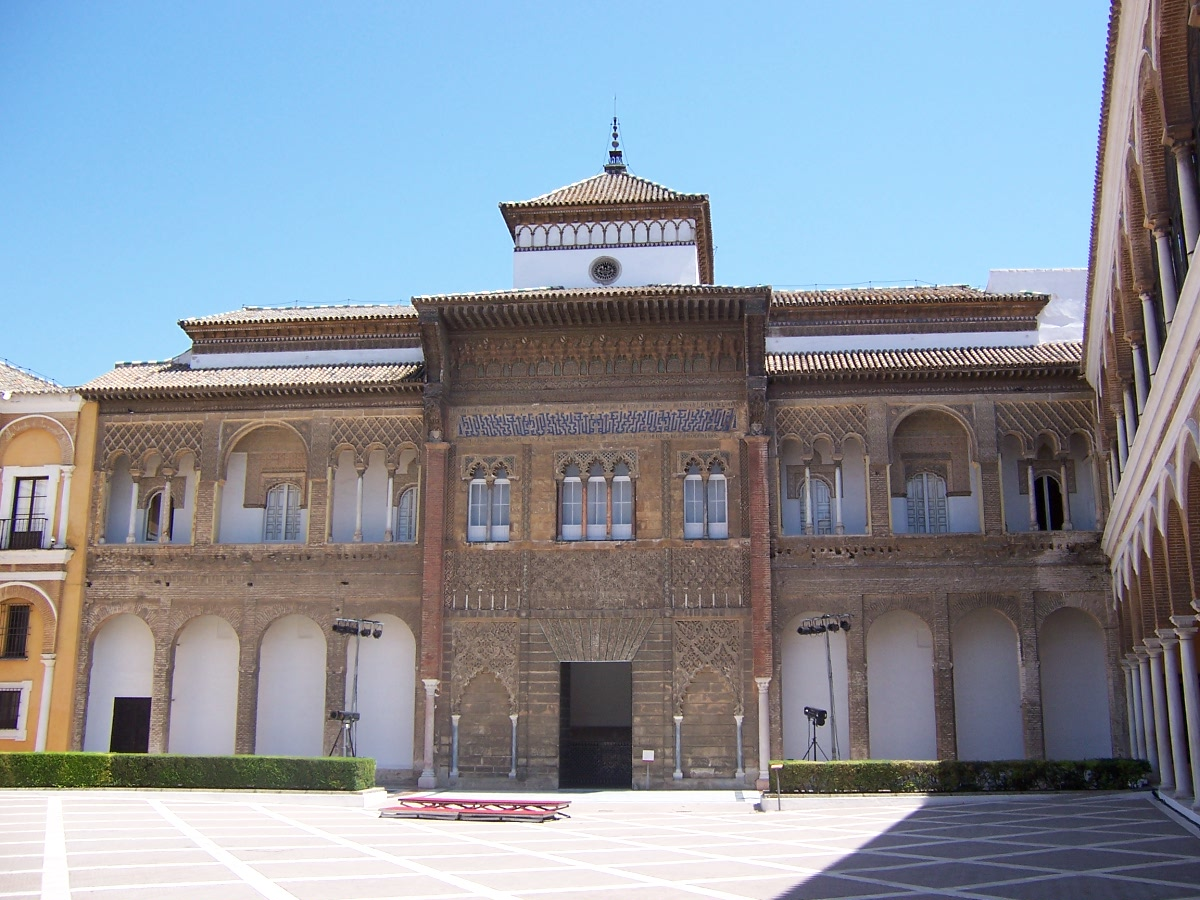
König Peters Palast vom Patio de la Monteria aus gesehen
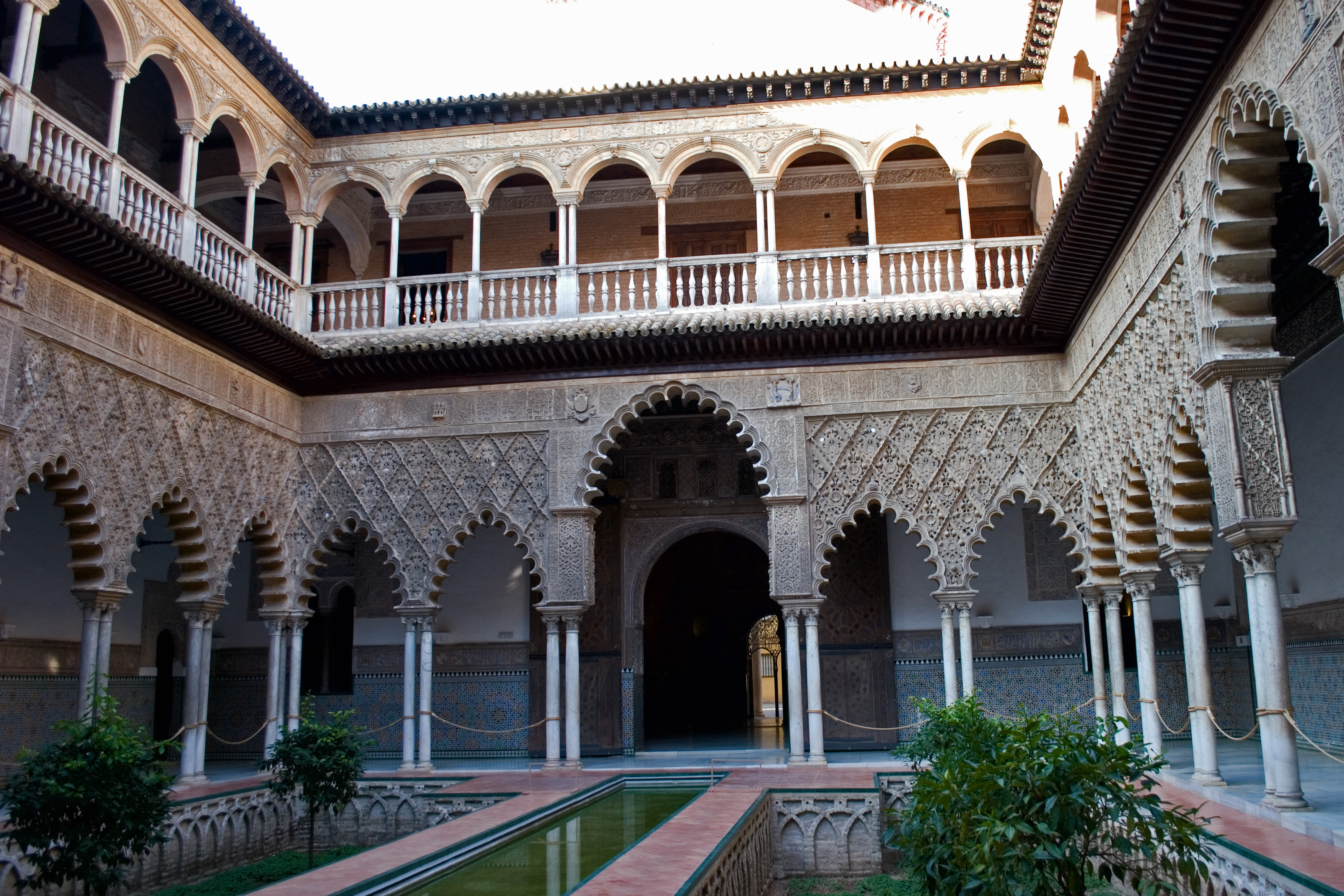
Patio de las Doncellas
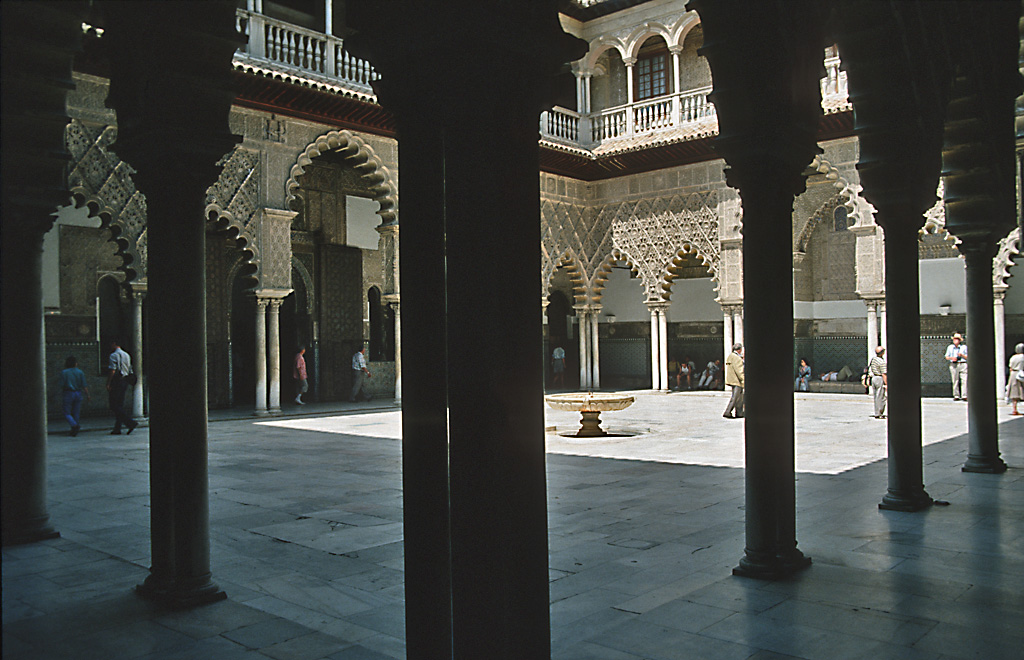
Patio vor der Restaurierung
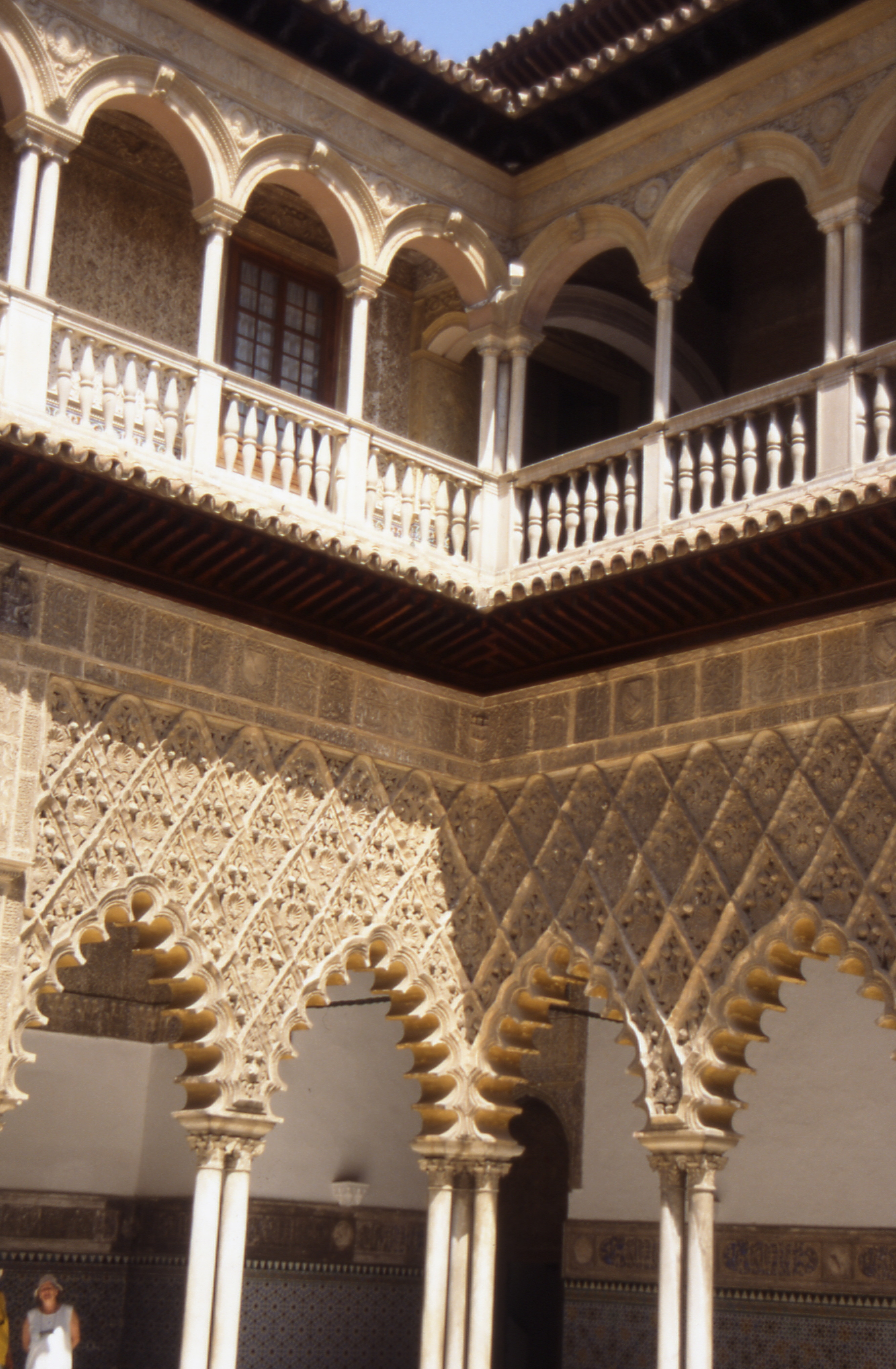
Arkadengang des Alcázars
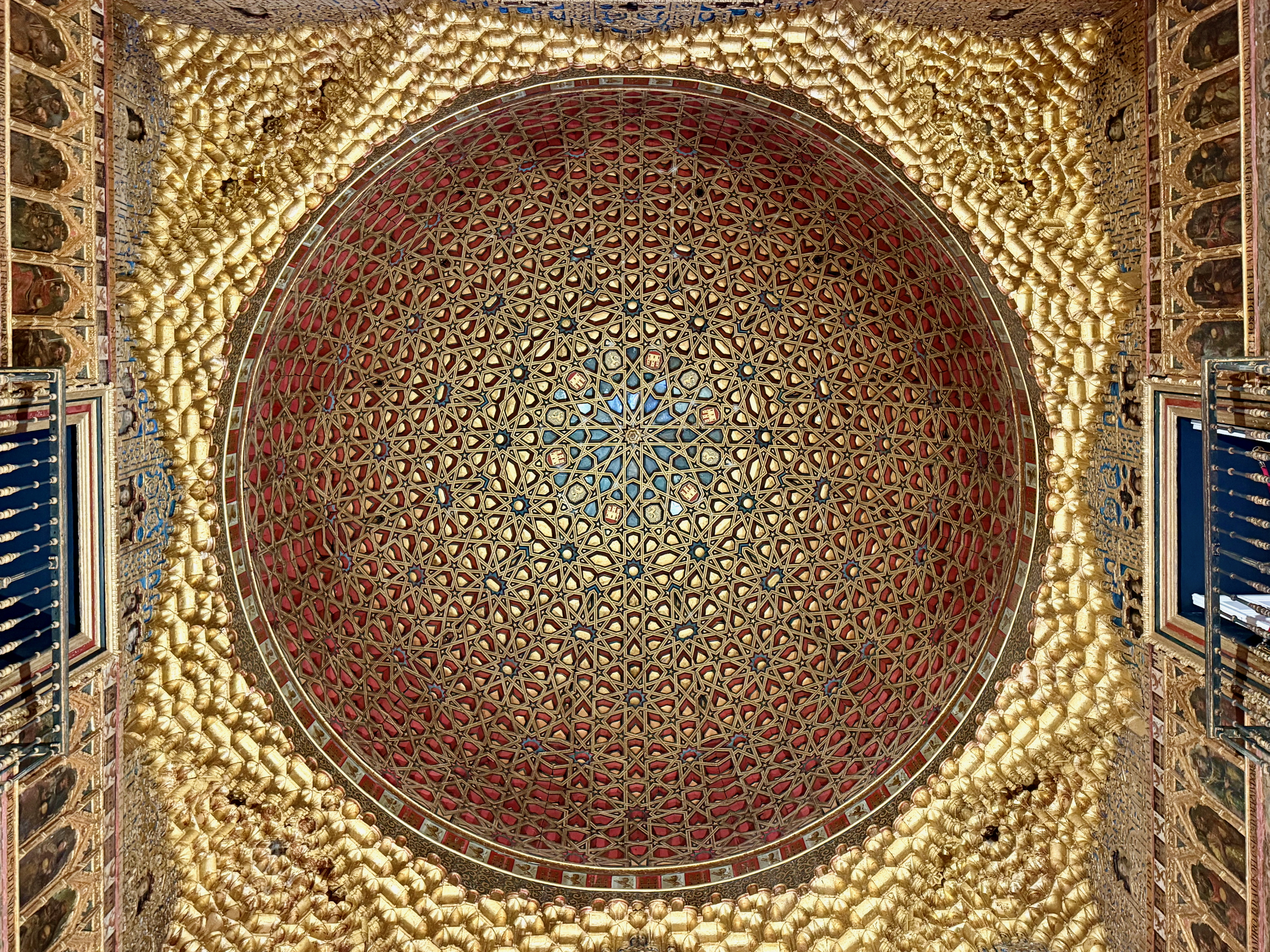
Kuppel der Botschafterhalle
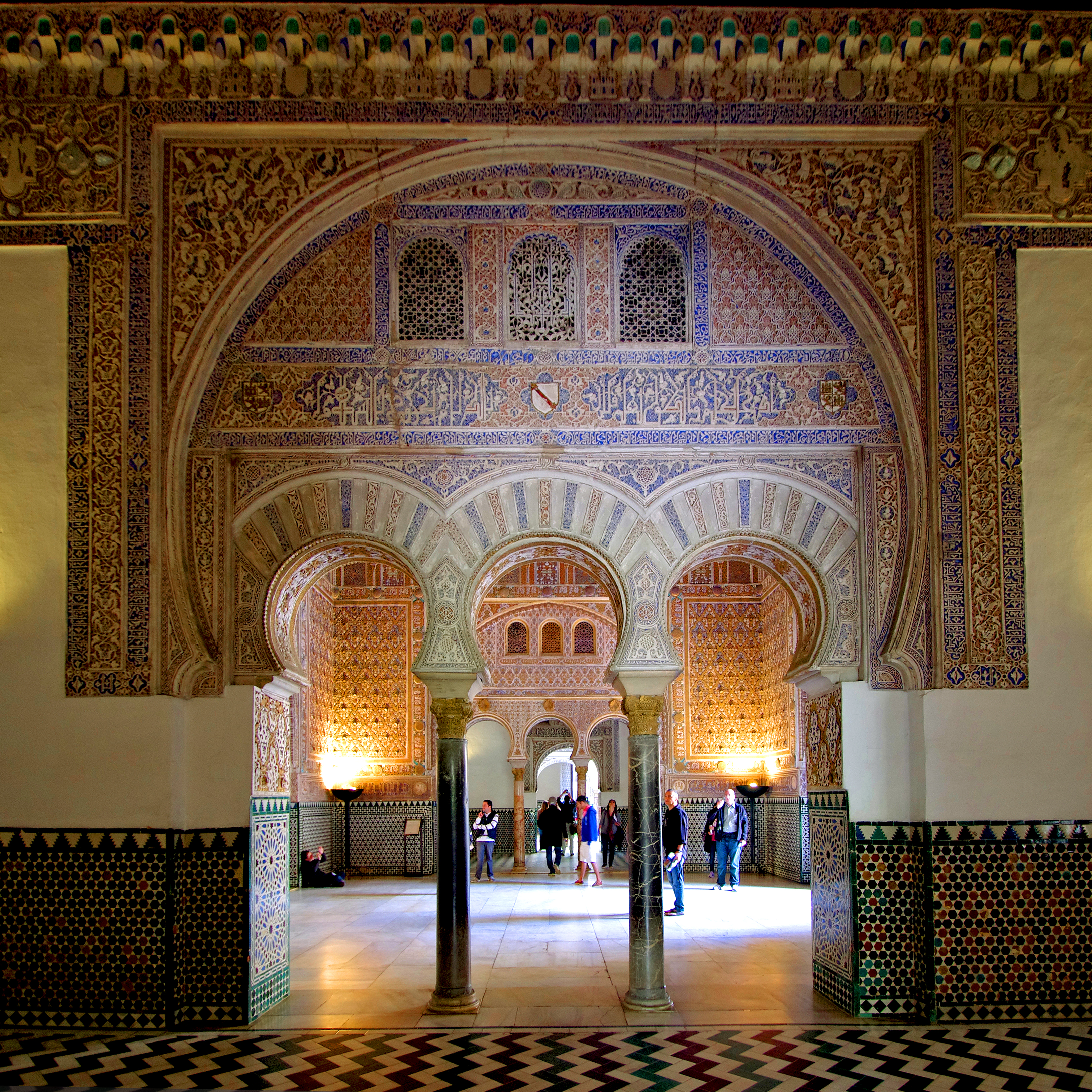
Salón de Embajadores
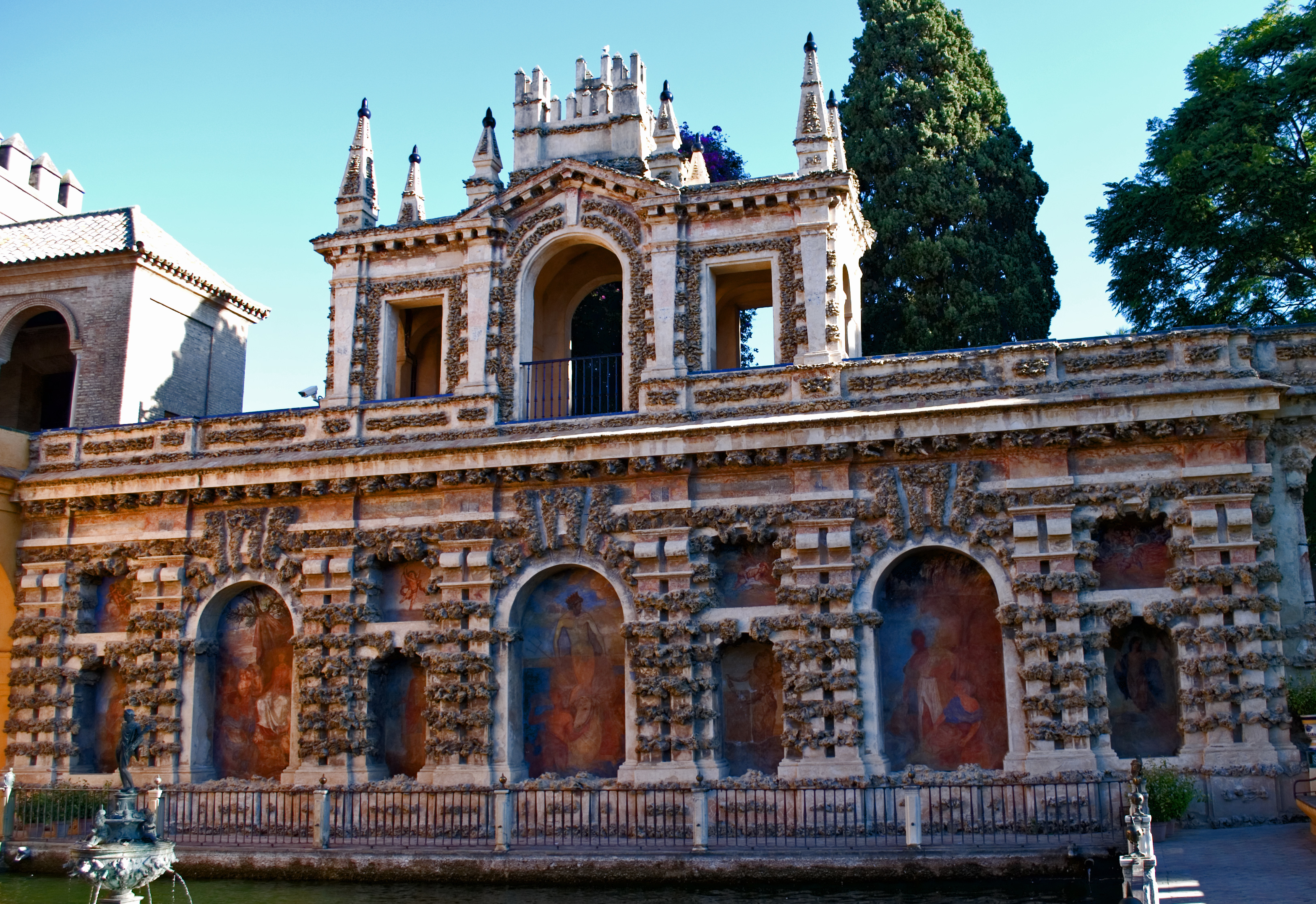
Im Garten des Alcázars
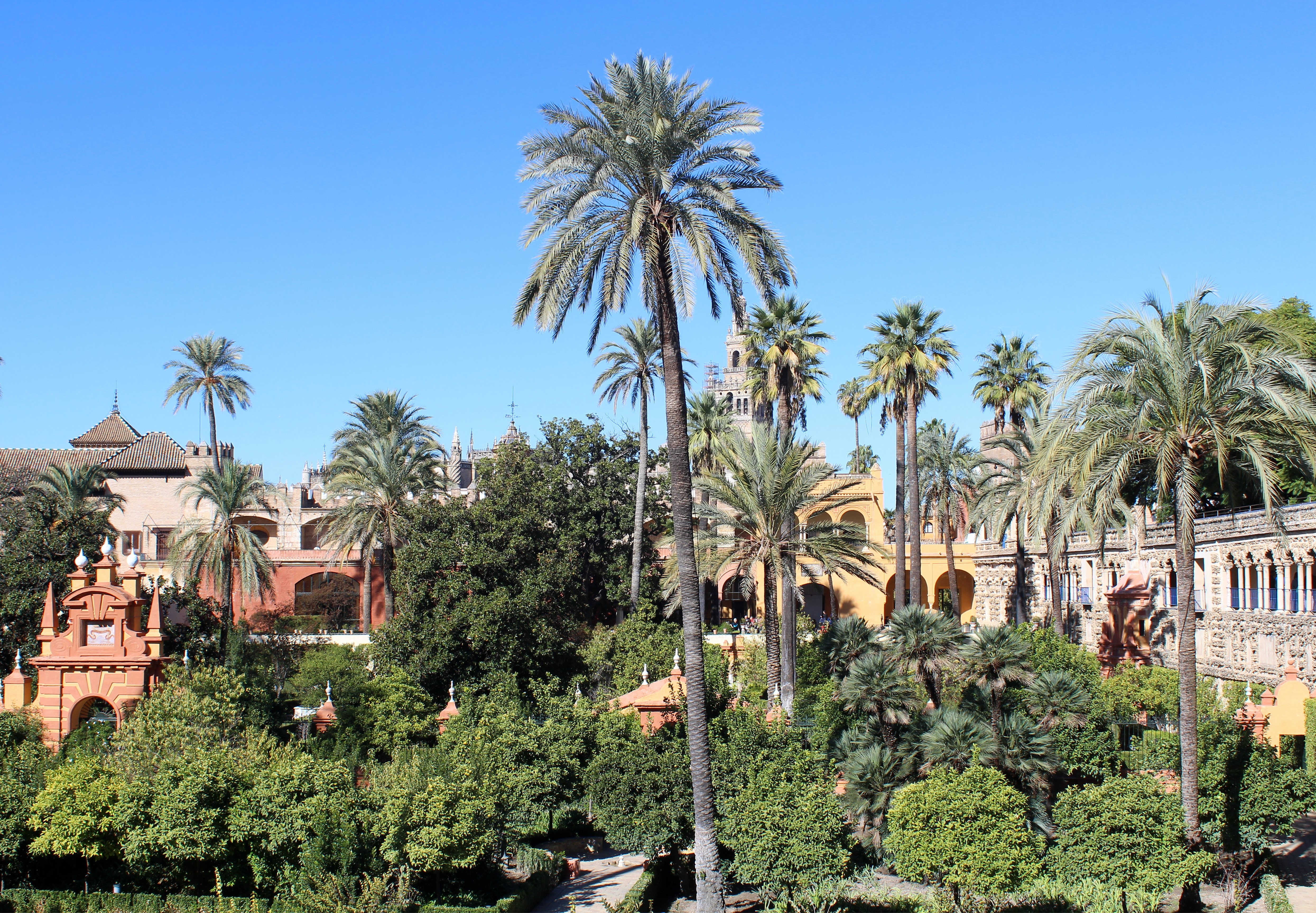
Gärten von der Galeria del Grutesco aus gesehen

## Film
- Magische Gärten. Alcázar. Dokumentarfilm, Frankreich, 2017, 25:49 Min., Buch und Regie: Simon Watel, Produktion: Bo Travail!, arte France, Reihe: Magische Gärten (OT: Jardins d'ici et d'ailleurs), Erstsendung: 2. April 2018 bei arte.

## Filmkulisse
Die Gärten des Palastes werden u. a. als Drehort für die Wassergärten von Dorne in der Fernseh-Serie Game of Thrones genutzt.